# Samari
Samari (nepalski: सामरी) – gaun wikas samiti w środkowej części Nepalu w strefie Bagmati w dystrykcie Nuwakot. Według nepalskiego spisu powszechnego z 2001 roku liczył on 1118 gospodarstw domowych i 5690 mieszkańców (2948 kobiet i 2742 mężczyzn).